# Pałac w Siechowie
Pałac w Siechowie – pałac wybudowany w pierwszej ćwierci XIX w. Ruiny obiektu istniały do 1939 r.